# Lisa Tetzner
Lisa Tetzner (Zittau, 10 novembre 1894 – Lugano, 2 luglio 1963) è stata una scrittrice, curatrice editoriale e docente tedesca naturalizzata svizzera.

## Biografia

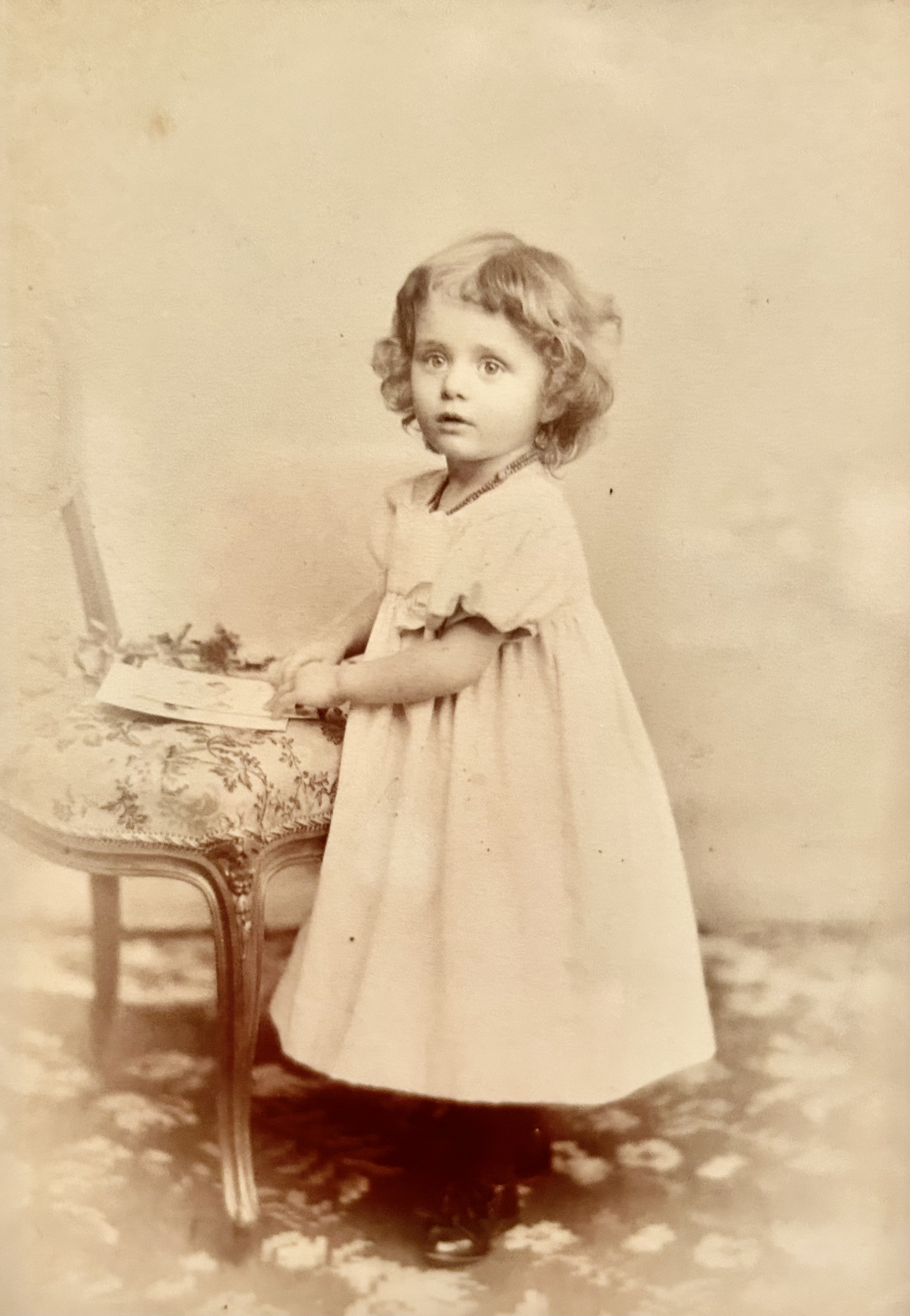
Lisa Tetzner all'età di 2 anni

Moglie dello scrittore Kurt Held, nel 1933 si rifugiò con lui in Svizzera. Fu autrice di racconti e romanzi per bambini, tra le quali si menziona l'opera in 9 volumi Die Kinder aus Nr. 67  (1933-1949), una critica alla società nazista vista dagli occhi degli infanti. Con il marito collaborò a I fratelli neri (1940).

## Opere

### Libri per bambini, libri illustrati e favole
- Guckheraus, heißt mein Haus (1925)
- Das Märchen vom dicken, fetten Pfannkuchen (1925)
- Der Gang ins Leben (1926)
- Die sieben Raben (1928)
- Hans Urian oder Die Geschichte einer Weltreise (1929)
- Der große und der kleine Klaus (1929)
- Vom Märchenbaum der Welt (1929)
- Der Fußball (1932)
- Siebenschön (1933)
- Was am See geschah (1935)
- Die Reise nach Ostende (1936)
- Belopazü (1938)
- Die schwarzen Brüder (2 volumi, 1940/41)
- Sugus Märchenbuch (1950)
- Der kleine Su aus Afrika (1952)
- Su und Agalaei (1952)
- Die schwarze Nuss (1952)
- Das Töpflein mit dem Hulle-Bulle-Bäuchlein (1953)
- Wenn ich schön wäre (1956)
- Das Mädchen in der Glaskutsche (1957)

### Serie "Erlebnisse und Abenteuer der Kinder aus Nr. 67"
- Erwin und Paul (1933)
- Das Mädchen aus dem Vorderhaus (1948)
- Erwin kommt nach Schweden (1941)
- Das Schiff ohne Hafen (1943)
- Die Kinder auf der Insel (1944)
- Mirjam in Amerika (1945)
- War Paul schuldig? (1945)
- Als ich wiederkam (1946)
- Der neue Bund (1949)

### Servizi (reportage) e opere teoriche
- Vom Märchenenerzählen im Volk (1919)
- Auf Spielmanns Fährten und Wandertagen (1923)
- Im Land der Industrie, zwischen Rhein und Ruhr (1923)
- Im blauen Wagen durch Deutschland (1926)
- Das war Kurt Held. 40 Jahre Leben mit ihm (1961)
- Das Märchen und Lisa Tetzner. Ein Lebensbild (1966)

### Opere pubblicate come curatrice
- Deutsches Rätselbuch (1924)
- Die schönsten Märchen der Welt für 365 und einen Tag (2 volumi)
- Dänische Märchen (1948)
- Englische Märchen (1948)
- Französische Märchen (1948)
- Sizilianische Märchen (1950)
- Russische Märchen (1950)
- Negermärchen (1950)
- Indianermärchen (1950)
- Märchen der Völker (1950)
- Japanische Märchen (1950)
- Türkische Märchen (1950)
- Indische Märchen (1950)
- Bunte Perlen. Kindergeschichten aus aller Welt (1956)
- Das Märchenjahr, 2 Bände (1956)
- Europäische Märchen (1958)